# Världsmästerskapen i bordtennis 1985
 Världsmästerskapen i bordtennis 1985 spelades i Göteborg under perioden28 mars-7 april 1985.

## Resultat

### Lag
| Disciplin            | Guld                                                                | Silver                                                                         | Brons                                                                                 |
| Herrarnas lagtävling | Kina Chen Longcan Chen Xinhua Jiang Jialiang Wang Huiyuan Xie Saike | Sverige Mikael Appelgren Ulf Bengtsson Ulf Carlsson Erik Lindh Jan-Ove Waldner | Polen Stefan Dryszel Andrzej Grubba Andrzej Jakubowicz Leszek Kucharski Norbert Mnich |
| Damernas lagtävling  | Kina Dai Lili Geng Lijuan He Zhili Tong Ling                        | Nordkorea Cho Jong-Hui Han Hye-Song Li Bun-Hui Pang Chun-Dok                   | Sydkorea Lee Soo-Ja Lee Sun Yang Young-Ja Yoon Kyung-Mi                               |

### Individuellt
| Disciplin   | Guld                          | Silver                         | Brons                      |
| Herrsingel  | Jiang Jialiang                | Chen Longcan                   | Lo Chuen Chung             |
| Herrsingel  | Jiang Jialiang                | Chen Longcan                   | Teng Yi                    |
| Damsingel   | Cao Yanhua                    | Geng Lijuan                    | Qi Baoxiang                |
| Damsingel   | Cao Yanhua                    | Geng Lijuan                    | Dai Lili                   |
| Herrdubbel  | Mikael Appelgren Ulf Carlsson | Milan Orlowski Jindrich Pansky | Fan Changmao He Zhiwen     |
| Herrdubbel  | Mikael Appelgren Ulf Carlsson | Milan Orlowski Jindrich Pansky | Cai Zhenhua Jiang Jialiang |
| Damdubbel   | Dai Lili Geng Lijuan          | Cao Yanhua Ni Xialian          | Jiao Zhimin Qi Baoxiang    |
| Damdubbel   | Dai Lili Geng Lijuan          | Cao Yanhua Ni Xialian          | Guan Jianhua Tong Ling     |
| Mixeddubbel | Cai Zhenhua Cao Yanhua        | Jindrich Pansky Marie Hrachova | Chen Xinhua Tong Ling      |
| Mixeddubbel | Cai Zhenhua Cao Yanhua        | Jindrich Pansky Marie Hrachova | Fan Changmao Jiao Zhimin   |

### Fotnoter
1. ↑  ”World Championships Results”. ITTF Museum. Arkiverad från originalet den 11 maj 2012. https://web.archive.org/web/20120511103023/http://www.ittf.com/museum/results/WorldChresults.html. Läst 7 april 2012.
2. ↑  ”ITTF Statistics”. ittf.com. Arkiverad från originalet den 4 mars 2016. https://web.archive.org/web/20160304001701/http://www.ittf.com/ittf_stats/All_events4.asp?Competition_ID=114. Läst 7 april 2012.